# 북한 리포트
《북한 리포트》는 2001년 5월 3일부터 2003년 11월 2일까지 방송되었던 북한 프로그램이다.

## 기획 의도
북한의 현재 모습과 남북 관계 현안을 다루는 북한 프로그램이다.

## 방송 시간
| 방송 채널 | 방송 기간                         | 방송 시간                           |
| --------- | --------------------------------- | ----------------------------------- |
| KBS 1TV   | 2001년 5월 3일 ~ 2003년 6월 19일  | 매주 목요일 밤 11시 35분 ~ 12시 5분 |
| KBS 1TV   | 2003년 6월 29일 ~ 2003년 11월 2일 | 매주 일요일 아침 7시 30분 ~ 8시     |

## 진행자

### 역대 진행자
백운기 윤지영 (2001년 5월 6일~2003년 11월 2일)

## 타이틀 변천사
| 대수 | 타이틀         | 방송 기간                         |
| ---- | -------------- | --------------------------------- |
| 1대  | 통일논단       | 1977년 4월 10일 ~ 1980년 9월 14일 |
| 2대  | 주간 북한 소식 | 1980년 12월 2일 ~ 1989년 3월 5일  |
| 3대  | 남북의 창      | 1989년 3월 7일 ~ 2001년 4월 29일  |
| 4대  | 북한 리포트    | 2001년 5월 3일 ~ 2003년 11월 2일  |

## 같이 보기
- 통일전망대(MBC)